# Tropidodipsas sartorii
Tropidodipsas sartorii е вид змия от семейство Смокообразни (Colubridae). Видът не е застрашен от изчезване.

## Разпространение и местообитание
Разпространен е в Белиз, Гватемала, Коста Рика, Мексико, Никарагуа, Салвадор и Хондурас.
Обитава гористи местности, планини, възвишения и склонове в райони с тропически и субтропичен климат.

## Описание
Популацията на вида е стабилна.